# IBM PC/RT
IBM PC/RT (или IBM 6150 series) — рабочая станция, созданной корпорацией IBM и построенной на базе ROMP-процессора, являющейся побочным продуктом IBM 801. Выпущена в 1986 году в качестве PC RT (персональный компьютер на технологии RISC) и работала под управлением AIX 1.x и 2.x, * AOS, или Pick OS. Разработка не пользовалась особым успехом, и выпуск всех моделей был прекращён к маю 1991 года. Однако стимулировала дальнейшее развитие, за которым последовали IBM RS/6000 и соответствующая линейка процессоров POWER, которая стала основой для PowerPC.

## Модели
Были выпущены три модели: 6150, 6151 и 6152. Основными типами машин были модель с системным блоком вида башня (англ. tower) (6150) и настольная (англ. desktop) модель (6151). Все эти модели отличались специальным слотом для материнской платы, а также аппаратными чипами RAM. Каждая машина имела один процессорный слот и два слота для оперативной памяти.